# Horon (Gott)

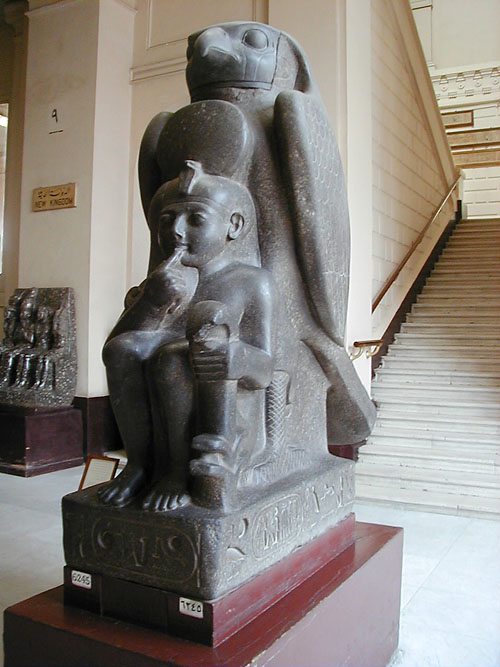
Ramses II. als Kindkönig mit Horon, Ägyptisches Museum Kairo

Horon (auch Hurun, Hauron und Horonu; hebräisch חורון) ist eine ursprünglich sumerisch-akkadische Gottheit oder ein Dämon der ugaritischen Mythologie. Er wurde später besonders im Alten Ägypten verehrt und ist dort kurioserweise besser belegt als in den ugaritischen Ursprungstexten.

## Beschreibung
Über Horon ist eher wenig bekannt, sein Name bedeutet vermutlich „der aus der Grube“. Zeitgenössische, kanaanitische Bildnisse von ihm existieren nicht. Eine der wenigen, altägyptischen Darstellungen des Gottes ist eine Statue aus Tanis, die ihn in Falkengestalt mit dem jugendlichen Ramses II. zeigt.

## Kult und Verehrung

### In kanaanitischen Quellen
Über Horons Ursprünge liegen nur ungenaue Quellenangaben vor, er ist allerdings bereits im frühen 2. Jahrtausend v. Chr. bezeugt. Laut ugaritischen Texten wurde er durch Flüche beschworen, sodass er vorrangig als Gott des Unheils und der Krankheiten verehrt wurde. Sein mythologisches Zuhause war die Unterwelt. Die ugaritischen Texte beschreiben ihn außerdem als ambivalent und „launisch“. Meist befehligte er eine große Armee aus Dämonen und Ungeheuern (besonders Schlangendämonen und Skorpionen), selten beschützte er Menschen vor eben diesen. Horon soll außerdem mit acht Göttinnen verheiratet sein, deren Namen allerdings nicht überliefert sind.

### Im Alten Ägypten
Horon fand auch im alten Ägypten als Hurun oder Hauron (altägyptisch Ḥwrn) Verehrung. Unter Pharao Amenophis II. (18. Dynastie) wurde er mit dem Gott Sched gleichgesetzt. Dieser galt als Beschützer gegen gefährliche Tiere aus der Wüste. Passend dazu wurde er als Horusfalke mit Schlangen in den Krallen dargestellt. Horon erscheint auch im Papyrus Harris I aus der 20. Dynastie. Dieser wurde unter Pharao Ramses III. verfasst und beschreibt Horon als „Hirte“ und Beschützer gegen wilde Tiere, wie zum Beispiel Wölfe. Des Weiteren erscheint sein Name in einer topografischen Liste des Pharao Scheschonq I. (22. Dynastie, um 940 v. Chr.) in Karnak.
Möglicherweise wurde auch die berühmte Große Sphinx von Gizeh ab dem Neuen Reich als Repräsentation des Horon verehrt. In Gizeh fanden sich mehrere Kacheln aus ägyptischer Fayence mit der Kartusche von Amenophis II. und der Beischrift: „Geliebt von Hauron, dem großen Gott“. Andere Kacheln zeigen die Beischrift: „Geliebt von Harmachis (Hor-em-Achet)“. Der Kult um Horon in Gizeh hielt ungewöhnlich lange: noch im 14. Jahrhundert n. Chr. berichteten arabische Historiker von einem Kult des Horon, der jährliche Wallfahrten nach Gizeh und Weihrauch-Opfergaben vor der Sphinx umfasste. Streng gläubige Moslems verabscheuten den Kult so sehr, dass ein fanatischer Bilderstürmer der Sphinx die Nase abschlug und daraufhin von Kultanhängern umgebracht wurde. Danach kam der Horon-Kult alsbald zum Erliegen.

### Weitere Kultorte und Quellen
Horon wurde in der Spätantike in weiten Teilen des Mittelmeerraumes verehrt. Sein Name ist auf einem hebräisch beschrifteten Ostrakon aus Tell el-Qasile erhalten. Ein phönitisches Siegel erwähnt einen gewissen Abed-Horon, der vielleicht nach Horon benannt war. Punische Inschriften aus Antas (heutiges Sardinien) setzen ihn mit der Lokalgottheit Ṣid gleich. Horon wird außerdem mehrmals im Alten Testament als Namensgeber zweier Städte (zum Beispiel Beth Horon) erwähnt.